# Institut d'Estudis Superiors per a la Dona
L'Institut d'Estudis Superiors per a la Dona era un centre d'ensenyament per a la dona, creat a Palma el 29 de juny de 1915 a l'ocasió del 6è centenari de la mort de Ramon Llull i inspirat en el projecte de reformisme social lul·lià. Va ser una iniciativa de Benet Pons i Fàbregues, membre del consistori aleshores encara unisexual, en estreta col·laboració amb les mestres Paula Cañellas Alba i Rosa Estaràs i Valeri.
Aquesta iniciativa era innovadora en una societat mallorquina, tradicional i agrària, 77% analfabeta i amb la majoria de les dones illetrades. D'un costat hi havia una societat dominada per l'església catòlica que volia mantenir l'statu quo, impregnada per les idees de l'antimodernisme propagat per Pius X, que temia el laïcisme i d'un altre costat un grup creixent que volia una escola lliure dels condicionaments religiosos i que respectés la llibertat de consciència, partidista d'un liberalisme moderat, que aleshores encara no era anticlerical.
Segons un article del 1908 a El Magisterio Balear, qualsevol vel·leïtat d'igualtat entre la dona i l'home produiria «grandes males» i destruiria «los más amorosos lazos de la familia». Les iniciadores Canyelles i Estaràs de l'Institut fan mostra d'un feminisme conservador en llurs discursos d'inauguració de l'Institut. Continuen considerant que la dona ha de ser el centre de la llar, la mestressa de casa, la mare i esposa eficient, i per poder fer tot això millor, ha de tenir una educació correcta. Veien la necessitat d'una millora educació, tot i mantenir la desigualtat «natural» entre les tasques de la dona i de l'home.
A principi de 1915, el consistori va alliberar un crèdit per a crear l'institut tot i l'oposició de les forces més conservadores, animades pel jesuïta Guillem Vives. Tot i això, es va crear l'Institut amb un cos professoral tot de dones. Com que era un institut superior, les alumnes havien de tenir una formació de base atestada. La doctrina cristiana i la història sagrada figuren al programa però segons el reglament, no s'hi pot fer qualsevol referència a la religió a l'examen d'aptitud i se la pot refusar si la persona que té la pàtria potestat sobre l'alumna el decideixi. S'exigeix una presència obligatòria, excepte per a l'assignatura de religió el que «es pot considerar insòlit en una societat majoritàriament conservadora i de gran influència catòlica com era la mallorquina d'aquesta època». Aquesta llibertat va ser un factor major en l'obstrucció per les forces conservadores, perpetuant l'acció del bisbe Pere Joan Campins (1859-1915) que des de 1910 va lluitar sense descans contra les escoles laiques. La crítica era múltiple: era un institut inútil, ja hi havia les congregacions religioses que s'ocupaven prou bé de l'educació de les dones, hi havia altres prioritats com el paviment de carrers importants… Amb el suport de l'església catòlica, que lluitava per mantenir el seu monopoli d'ensenyament, el consistori va deixar morir l'institut prometedor el 1917, sense gaire haver viscut.